# 肥前石
肥前石（ひぜんせき、 hizenite-(Y)）は2013年に発表された日本産新鉱物で、九州大学に所属する鉱物学者の高井康宏と上原誠一郎により、佐賀県唐津市の玄武岩から発見された。 化学組成はCa2Y6(CO3)11•14H2Oで、斜方晶系。含まれる希土類元素がイットリウムを主としていることから、学名には -(Y) を付けることが決められている。発見地域の古い地名から命名された。発見者たちは同時にイットリウムラブドフェンも報告している。
テンゲル石グループに属し、同グループのテンゲル石（Y2(CO3)3 · 2-3H2O）、木村石（CaY2(CO3)4・6H2O）、ロッカ石（Ca(Y,Gd,Nd,Dy)4(CO3)7 · 9H2O）と共存することが多い。これらは白色から薄桃色の絹糸光沢の結晶集合体として産出するため、同定には科学的分析が必要である。